# Gatenkaasmodel
Het gatenkaasmodel (soms ook Zwitsersekaasmodel genoemd) is een model dat tracht te verklaren hoe in een organisatie ongelukken kunnen ontstaan. Het model is in 1990 bedacht door de Engelse psycholoog James T. Reason van de Universiteit van Manchester en wordt vaak toegepast bij risicoanalyse en risicobeheer. Het model wordt ook wel aangeduid als het cumulatief-effectmodel.

## Niveaus van falen

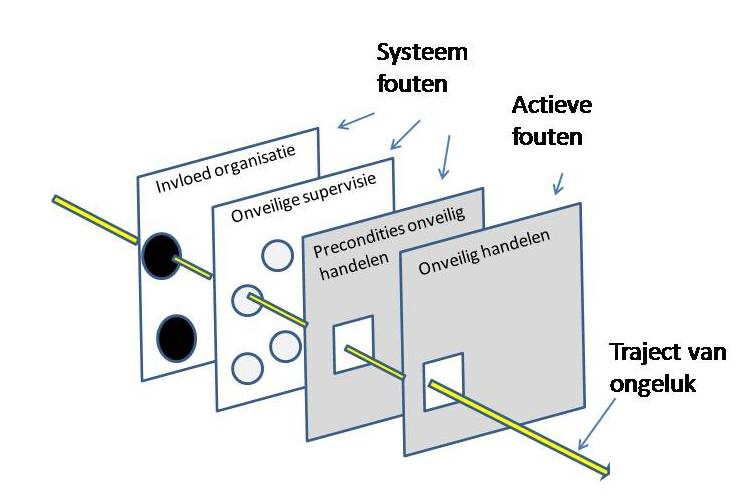
Het gatenkaasmodel met vier verdedigingslagen. Een ongeluk kan ontstaan als vier gaten in elkaars verlengde liggen.

Reason ging ervan uit dat bij de meeste ongelukken sprake is van vier niveaus van falen: invloeden vanuit de organisatie, ontoereikend toezicht, voorwaarden voor onveilig handelen en de onveilige handelingen van individuen zelf. In een organisatie gelden bepaalde voorzorgsmaatregelen of verdedigingslagen die waarborg bieden tegen fouten en ongelukken die in een organisatie als systeem kunnen optreden op elke van de genoemde niveaus. Deze niveaus worden in het gatenkaasmodel afgebeeld als plakken kaas met gaten. In een ideaal systeem is elke laag intact, maar in werkelijkheid bevatten verdedigingslagen fouten of 'gaten' zoals in gatenkaas. De gaten in elke laag vertegenwoordigen zwakke punten in delen van het systeem die kunnen leiden tot onveilige situaties. Deze zwakke plekken kunnen qua omvang en plaats per laag of deelsysteem verschillen. Zij hoeven ook niet per se te leiden tot ongelukken in het systeem als geheel. Het systeem als geheel faalt als een aantal gaten in grootte en positie overeenstemmen, en een lijn gaan vormen (zie figuur). Er ontstaat dan een risicotraject met een verhoogde kans op ongelukken waarbij sprake kan zijn van materiële schade en/of slachtoffers. Enkele voorbeelden van beroepen waarop het model van toepassing is zijn vliegverkeersleiders, piloten, chirurgen, apothekers, anesthesisten en bewakers van veiligheidssystemen in kerncentrales.

## Actief en latent falen
De gaten in de kaas of zwakke plekken in lagen van het veiligheidssysteem kunnen het gevolg zijn van actief falen c.q. onveilig gedrag, zoals het in de wind slaan van veiligheidsvoorschriften, vergissingen en 'slips'. Deze kunnen te maken hebben met slordigheid, concentratieverlies, afleiding of vermoeidheid. Deze vormen van actief falen hebben meestal een direct en tijdelijk effect. Zo kan een fout of onveilige handeling van een piloot de directe aanleiding zijn tot een vliegramp, of kan het in de wind slaan van belangrijke veiligheidsvoorschriften leiden tot een ramp in een kerncentrale, zoals destijds bij de kernramp van Tsjernobyl het geval was. Zwakke plekken of gaten in een verdedigingslaag kunnen echter ook een gevolg zijn van latente en sluimerende gebreken in het systeem zelf, die een meer permanent karakter hebben en jarenlang aanwezig zijn zonder dat iemand dat merkt. Latente fouten omvatten met name de eerste drie lagen van Reasons model: de invloeden vanuit de organisatie, het ontoereikende toezicht en de voorwaarde voor onveilig handelen. Reason noemt deze ingebouwde gebreken 'resident pathogens'. Deze gebreken zijn structureel van aard en kunnen bijvoorbeeld een gevolg zijn van fouten in een technisch ontwerp. Maar zij kunnen ook voortkomen uit verkeerd management leidend tot overbelasting, het werken onder voortdurende tijdsdruk of verkeerd personeelsbeleid zoals het aanstellen van onervaren personeel. Een voorbeeld van een voorwaarde voor onveilig handelen is verkorting van de trainingstijd van piloten in perioden van bezuiniging. Een ander voorbeeld uit de medische sector is een apotheek waar twee totaal verschillende geneesmiddelen met dezelfde verpakking op eenzelfde plek zijn opgeslagen, wat de kans vergroot dat een verkeerd geneesmiddel aan een patiënt wordt meegegeven. Dergelijke fouten kunnen dan niet louter worden toegeschreven aan onwetendheid, kwade opzet of luiheid van het personeel zelf. Zij ontstaan als op een bepaald moment individueel (actief) falen en gebreken van het systeem (latente gebreken) op elkaar ingrijpen.